# Elacatinus macrodon
Elacatinus macrodon és una espècie de peix de la família dels gòbids i de l'ordre dels perciformes. Va ser descrit pels ictiòmegs W. Beebe i John Tee Van el 1928.

## Morfologia
Els adults poden assolir els 5 cm de longitud total.

## Distribució geogràfica
Es troba des del sud de Florida fins al nord de Sud-amèrica.